# Burgbrohl

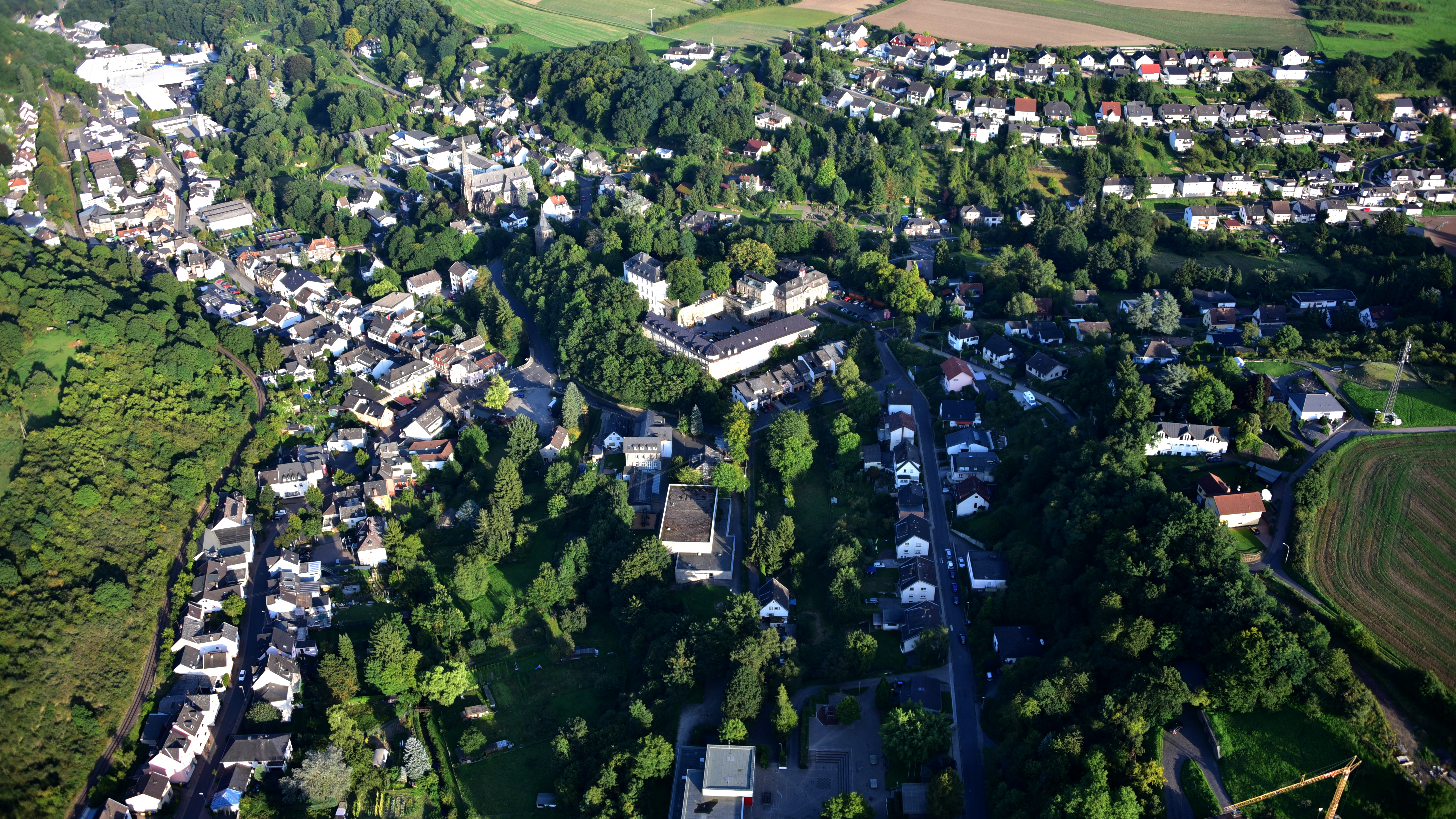
Burgbrohl, Luftaufnahme (2017)

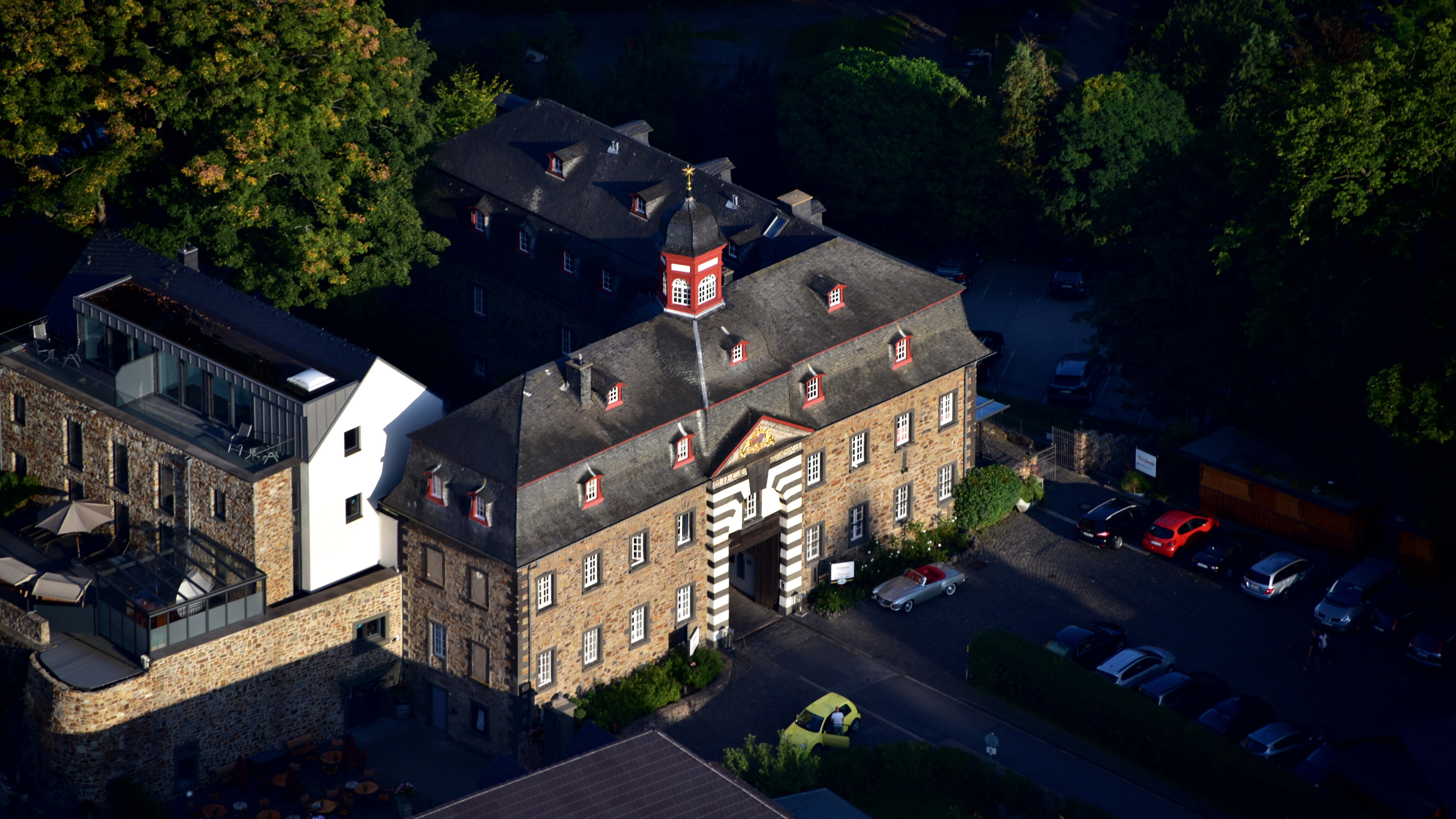
Schloss Burgbrohl, Luftaufnahme (2017)

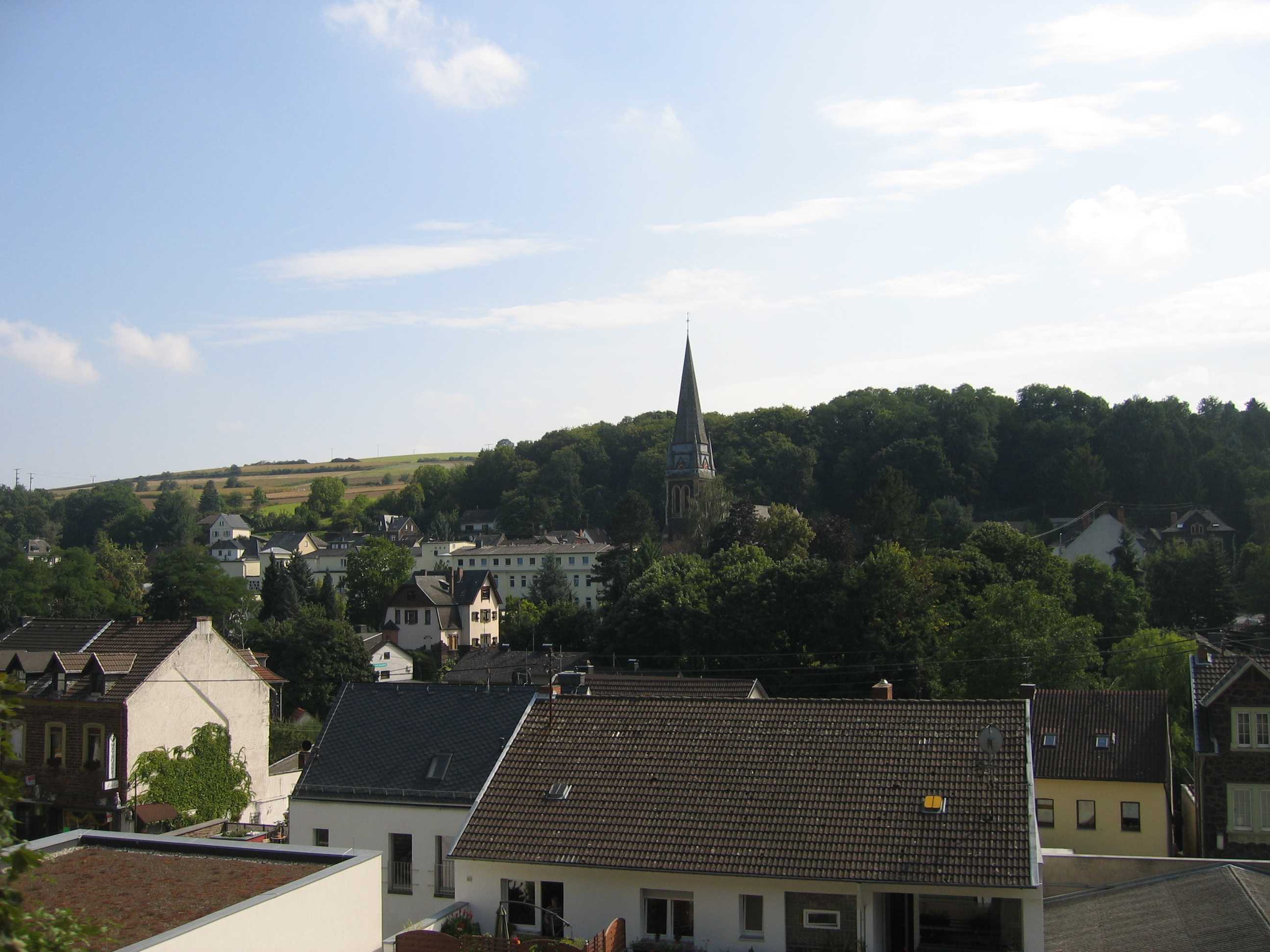
Blick auf den Ortskern

Burgbrohl ist eine Ortsgemeinde im Landkreis Ahrweiler in Rheinland-Pfalz. Sie gehört der Verbandsgemeinde Brohltal an, die ihren Verwaltungssitz in Niederzissen hat. Burgbrohl ist gemäß Landesplanung als Grundzentrum ausgewiesen.

## Geographie
Burgbrohl liegt fünf Kilometer vom Mittelrhein und vier Kilometer vom Laacher See entfernt im unteren Mittelrheingebiet (Brohl-Sinziger Terrassenflur). Das Gemeindegebiet gehört zum Landschaftsschutzgebiet Rhein-Ahr-Eifel.
Die Gemeinde gliedert sich in die drei Ortsteile Burgbrohl, Lützingen (ehemals Oberlützingen) und Weiler (ehemals Niederoberweiler). Zum Ortsteil Burgbrohl gehören auch die Wohnplätze Haus Karlheim, Nonnsmühle, Schierbergsmühle und ein kleiner Teil von Bad Tönisstein; zum Ortsteil Lützingen das Haus Herchenberg, zum Ortsteil Weiler die Wohnplätze Am Wingertsberg, Beunerhof, Buchholz, Buchholzermühle und Neubuchholz.

## Geschichte
Zum ersten Mal wird Burgbrohl im Mittelalter urkundlich erwähnt, als „Volcoldus von Brule“ 1093 bzw. 1112 als Zeuge in der Gründungsurkunde des Klosters Laach durch den Pfalzgrafen Heinrich II. genannt wurde. Vermutlich hatten die Herren von Brule als Ministeriale des vom Kaiser eingesetzten Gaugrafen einen befestigten Hof auf dem Burgberg und überwachten die strategische Stelle der sich kreuzenden Wege im Tal. Ihre Bedeutung muss in den Folgejahren zugenommen haben, denn in einer Urkunde von 1289 wird von einem Schloss gesprochen.
Im Jahre 1338 „trugen die Herren von Brohl mit Turm, Pforte, Vorburg mit dem Gericht im Tal und um die Burg dem Markgrafen Wilhelm I. von Jülich zu Lehen auf“. Die Lehenstätigkeit hat bis zur völligen Neuordnung durch die Franzosen 1798 gedauert. Elsa von Brohl räumte im Jahre 1471 dem Kurfürsten von Trier ein Öffnungsrecht zur Burg Brohl für dessen Lebenszeit ein. Da Elsa von Brohl die Letzte ihres Geschlechtes war, wurde das Erbe laut ihrem Testament auf die Familien Winnenburg, Elz und Braunsberg aufgeteilt. Die entstehenden Streitigkeiten zogen sich fast 100 Jahre hin, bis gegen 1560 die Familie von Braunsberg die Burg an sich brachte und am 3. März 1563 Wilhelm von Braunsberg von Herzog Wilhelm V. von Jülich mit der Herrschaft erneut belehnt wurde.
Als am Ende des 17. Jahrhunderts französische Truppen das Linke Rheinufer besetzt hatten, wurde das Schloss Burgbrohl bei deren Rückzug gleichzeitig mit den Burgen Olbrück, Rheineck und Sinzig in der Nacht zum 1. Mai 1689 durch Brand vernichtet. Der Neuaufbau des Schlosses und die Anfang des 18. Jahrhunderts erfolgte Hochzeit des Kasper Franz von Bourscheidt mit Isabella Gräfin von Schaesberg führten zu einer Blütezeit der Herrschaft. Relativ schnell wurde das Schloss in den Jahren 1709/10 wieder aufgebaut und 1731 folgte der Bau einer neuen Kellnerei. Zur gleichen Zeit wurde von dem energischen Kasper Franz von Bourscheidt und seinem Sohn Franz Karl die Wirtschaft in der Herrschaft entscheidend gefördert; 1768 erfolgte der Neubau der Nonnsmühle, der Trassabbau wurde intensiviert, Basaltbrüche wurden eröffnet.
Gleichzeitig schwelte der Streit mit der Propstei Buchholz über Wasser-, Fischerei- und Jagdrechte. Die durch den ehrgeizigen Kellner und Pastor Johann Michael Sieglohr auf die Spitze getriebenen Grundstücksstreitigkeiten dauerten Jahrzehnte an. Große Veränderungen traten ein, als im Oktober 1794 die französischen Revolutionstruppen, von Bonn kommend, das Gebiet besetzten.
Die Zeit der Zugehörigkeit zu Frankreich (1798 bis 1814) brachte nicht nur den Wegfall der herrschaftlichen und geistlichen Vorrechte, sondern auch eine vollkommene Neuordnung der Verwaltung. Im neu errichteten Kanton Andernach erhielt Burgbrohl 1798 den Sitz einer Mairie für das mittlere Brohltal. Bei der Übernahme der Rheinlande durch Preußen (1815) folgte die Bildung der Bürgermeisterei Burgbrohl mit den Gemeinden Kell, Wassenach, Glees, Wehr, Brenk, Galenberg, Niederoberweiler, Nieder- und Oberlützingen.

### Eingemeindungen
Die heutige Ortsgemeinde wurde am 7. Juni 1969 aus der Gemeinde Burgbrohl (1639 Einwohner) und den bis dahin selbständigen Gemeinden Niederoberweiler (1031 Einwohner; heute Ortsteil Weiler) und Oberlützingen (385 Einwohner) neu gebildet.
Burgbrohl gehörte, so wie die anderen Gemeinden der heutigen Verbandsgemeinde Brohltal, bis zum 7. November 1970 zum gleichzeitig aufgelösten Landkreis Mayen und wurde in den Landkreis Ahrweiler eingegliedert.

### Bevölkerungsentwicklung
Die Entwicklung der Einwohnerzahl von Burgbrohl bezogen auf das heutige Gemeindegebiet; die Werte von 1871 bis 1987 beruhen auf Volkszählungen:
| Jahr | Einwohner |
| ---- | --------- |
| 1815 | 643       |
| 1835 | 997       |
| 1871 | 1.101     |
| 1905 | 2.001     |
| 1939 | 2.219     |
| 1950 | 2.585     |
| 1961 | 2.809     |

| Jahr | Einwohner |
| ---- | --------- |
| 1970 | 3.099     |
| 1987 | 3.034     |
| 1997 | 3.359     |
| 2005 | 3.310     |
| 2017 | 3.187     |
| 2022 | 3.318     |

## Politik

### Bürgermeister
Walter Schneider (SPD) wurde 2004 Ortsbürgermeister von Burgbrohl. Bei der Direktwahl am 26. Mai 2019 wurde er mit einem Stimmenanteil von 64,77 % für weitere fünf Jahre in seinem Amt bestätigt. Zur Direktwahl am 9. Juni 2024 trat er nicht mehr an. Simone Margarete Schneider (FWG) wurde ohne Gegenkandidaten mit 82,5 % der Stimmen zur neuen Ortsbürgermeisterin gewählt.

### Wappen
Für das Gemeindewappen wurden die historischen Wappen der ehemaligen Inhaber der Herrschaft Burgbrohl kombiniert, das Wappen des namensgebenden Geschlechts, der Herren von Brohl in Feld 2 und 3, das Wappen der Herren von Braunsberg in Feld 4 und das Wappen der letzten Inhaber, der Herren von Bourscheidt mit vertauschten Farben in Feld 1.

### Gemeindepartnerschaften
Burgbrohl unterhält seit 1965 eine Partnerschaft mit Poix-du-Nord in Frankreich, im Rahmen derer sich die Bürger der Gemeinden jährlich im Wechsel besuchen.

## Kultur und Sehenswürdigkeiten
Siehe auch: Liste der Kulturdenkmäler in Burgbrohl

### Kaiserhalle

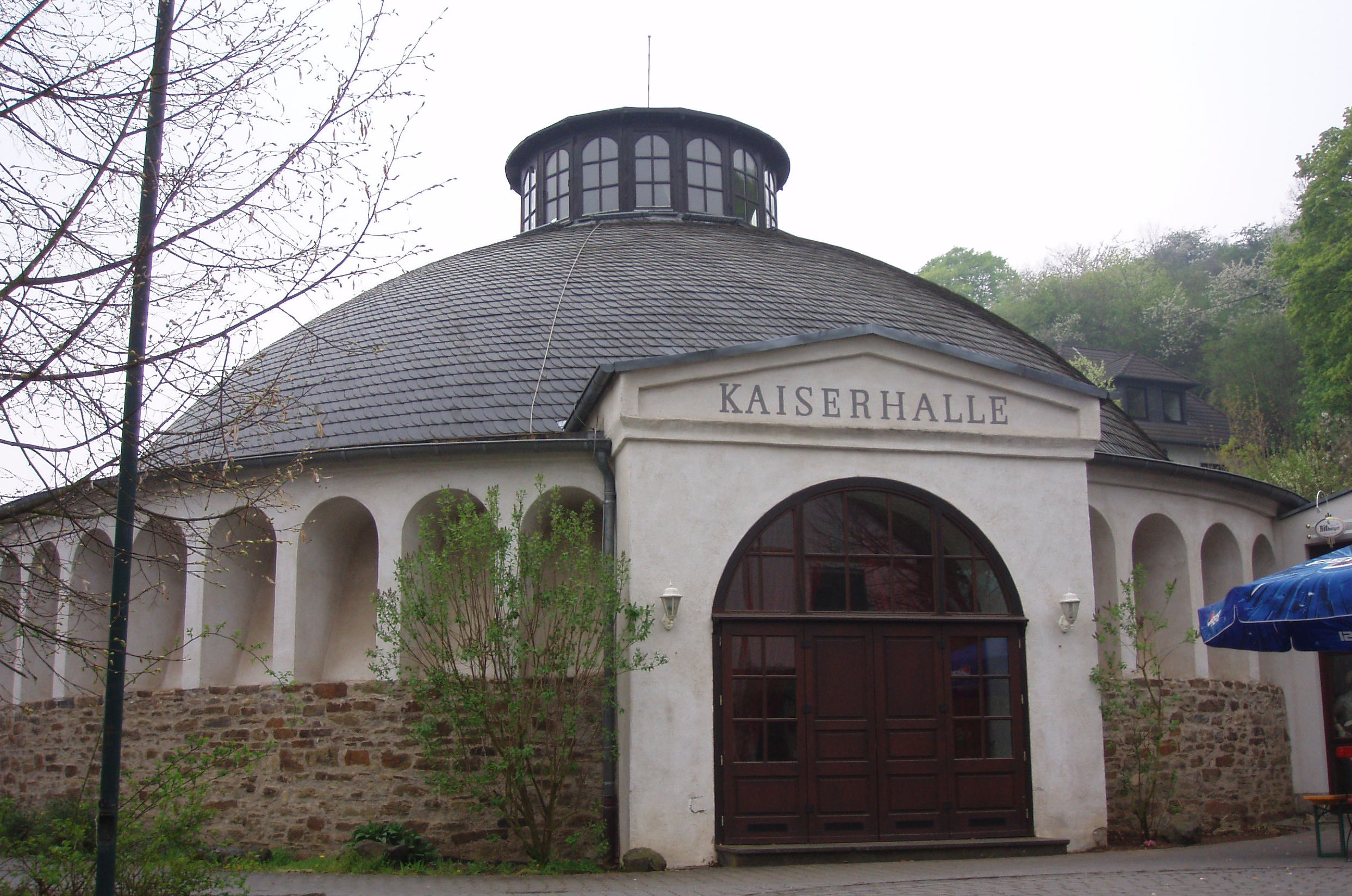
Die Kaiserhalle in Burgbrohl

Die Kaiserhalle ist eine als Ball- und Theatersaal konzipierte Festhalle. Die Einweihung fand am 4. September 1896, anlässlich der Feierlichkeiten zum Sedantag statt. Der Innenraum hat eine runde Tanzfläche und bietet über 500 Gästen Platz. Die Halle erhebt sich auf einem Bruchsteinfundament in Halbkugelform mit 10 m Höhe und 20 m Durchmesser. Der umbaute Raum ohne Nebenbauten beträgt über 3000 m³.
Die Kuppelkonstruktion besteht aus einer sich von 50 auf 30 cm verjüngenden Leichtbetonschale. Im oberen Drittel besteht die Kuppel aus kalkgebundenen Bimssteinen, vermutlich wegen der beim Einschalen auftretenden Schwierigkeiten. Am Scheitel befindet sich eine Öffnung mit einem Durchmesser von 4,50 m, die durch einen verankerten Eisenring gehalten wird. Auf ihr befindet sich die einzige natürliche Lichtquelle für den Innenraum.
Dem Baumeister Wilhelm Bell war es ein besonderes Anliegen, eine freitragende Kuppelhalle zu bauen, zum Nachweis, dass man die lokalen Baustoffe wie Kalkstein, Lavasand und Trass auch für extreme Belastungen einsetzen kann. Gegen Ende des 19. Jahrhunderts hatte der Zement bereits seinen Siegeszug angetreten und der Trassabbau im Brohltal nahm immer weiter ab. Mit Ausnahme des Pantheon in Rom gab es bis zu diesem Zeitpunkt kein weiteres Beispiel für den Einsatz solch einer Baustoffkombination bei der Überwölbung einer derart großen Fläche ohne jede Bewehrung.
Da zu dieser Zeit eine statische Berechnung noch nicht durchgeführt werden konnte, war der Baumeister bei der Dimensionierung aller Bauteile auf Erfahrung und Gefühl angewiesen. Erst eine später von der Technischen Hochschule Berlin durchgeführte Berechnung brachte die Bestätigung der vorgenommenen Maßnahmen. So kam es auch dazu, dass die Baupläne zunächst durch die Behörden nicht genehmigt wurden. Nach einem ungenehmigten Bau in nur drei Monaten, wurde letztendlich doch noch die Bauerlaubnis durch das Verwaltungsgericht erteilt.
Nach vielen Jahren mit glanzvollen Festen setzte ab 1945 ein Verfall ein, der in der Benutzung als Garage fast seinen Abschluss gefunden hätte. Zwischen 1980 und 1984 konnte schließlich doch noch eine Restaurierung erfolgen, wobei sich der Bürgerverein Burgbrohl große Verdienste erwarb.

### Propstei Buchholz
Etwa zwei Kilometer südlich von Niederoberweiler liegt auf der Hochfläche die ehemals zur Abtei (Mönchen-)Gladbach gehörende frühere Propstei Buchholz. Dieser Außenbesitz der schon im 9. Jahrhundert bestehenden Benediktinerabtei wird erstmals 1135 in einem Schreiben des Abtes Walterus über die Verteilung der Einkünfte erwähnt. Schon in dieser Zeit sind umfangreiche Baumaßnahmen belegt, so der großzügige Bau einer dreischiffigen Kirche, die bis zum Ende des 12. Jahrhunderts mit einem Querhaus und Türmen versehen wurde. Schon in romanischer Zeit wurden aber die beiden Seitenschiffe wieder entfernt. 1683 wurde die Westfassade umgestaltet und erhielt einen geschweiften barocken Giebel. 1802 wurde die Propstei aufgehoben. 1952 wurde die Kirche durch einen Brand stark beschädigt.
Zu der Klosteranlage gehören ein Propsteigebäude und eine Reihe von Wirtschaftsgebäuden. Die ehemals romanischen Wohngebäude wurden im 17. Jahrhundert umgestaltet. Ein zweigeschossiger Flügel stammt aus den Jahren 1613 und 1685.

### Josefssäule
Im Jahre 1786 schenkte die Familie von Bourscheidt der Gemeinde Burgbrohl die Josefssäule, eine im Rheinland sehr seltene Form einer Bildsäule.
Schon Anfang des 17. Jahrhunderts gab es eine St.-Josefs-Bruderschaft in Burgbrohl, die am 10. September 1669 in einem Breve von Rom bestätigt wurde.

### Schloss Burgbrohl und Kellnerei

Schloss und Dorf Burgbrohl 1852 – Lithographie von H. von Dirks

Vor dem Wiederaufbau des 1689 zerstörten Schlosses war Anfang des 18. Jahrhunderts auf Grund der neuen Waffentechnik der Verteidigungswert von Burgen stark gemindert. Parallel dazu liefen Bestrebungen, den niedrigen Wohnwert von Burgen zu verbessern und sich mit Park- und Gartenanlagen zu umgeben. Diesen Ideen folgend, wurde das Burgplateau der Burgbrohler Anlage nach Osten durch mächtige Stützmauern um fast 100 m erweitert. Im aufgefüllten neugewonnenen Gelände legte man einen Park an.
 Seit dem Wiederaufbau der zerstörten Burg 1731 durch Kasper Franz von Bourscheidt und Isabella Gräfin von Schaesberg besteht die Schlossanlage aus zwei separaten Gebäuden. Das erste Gebäude ist die Kellnerei, auch „Burg“ genannt, das zweite Gebäude wird als das Schloss bezeichnet.

## Wirtschaft und Infrastruktur

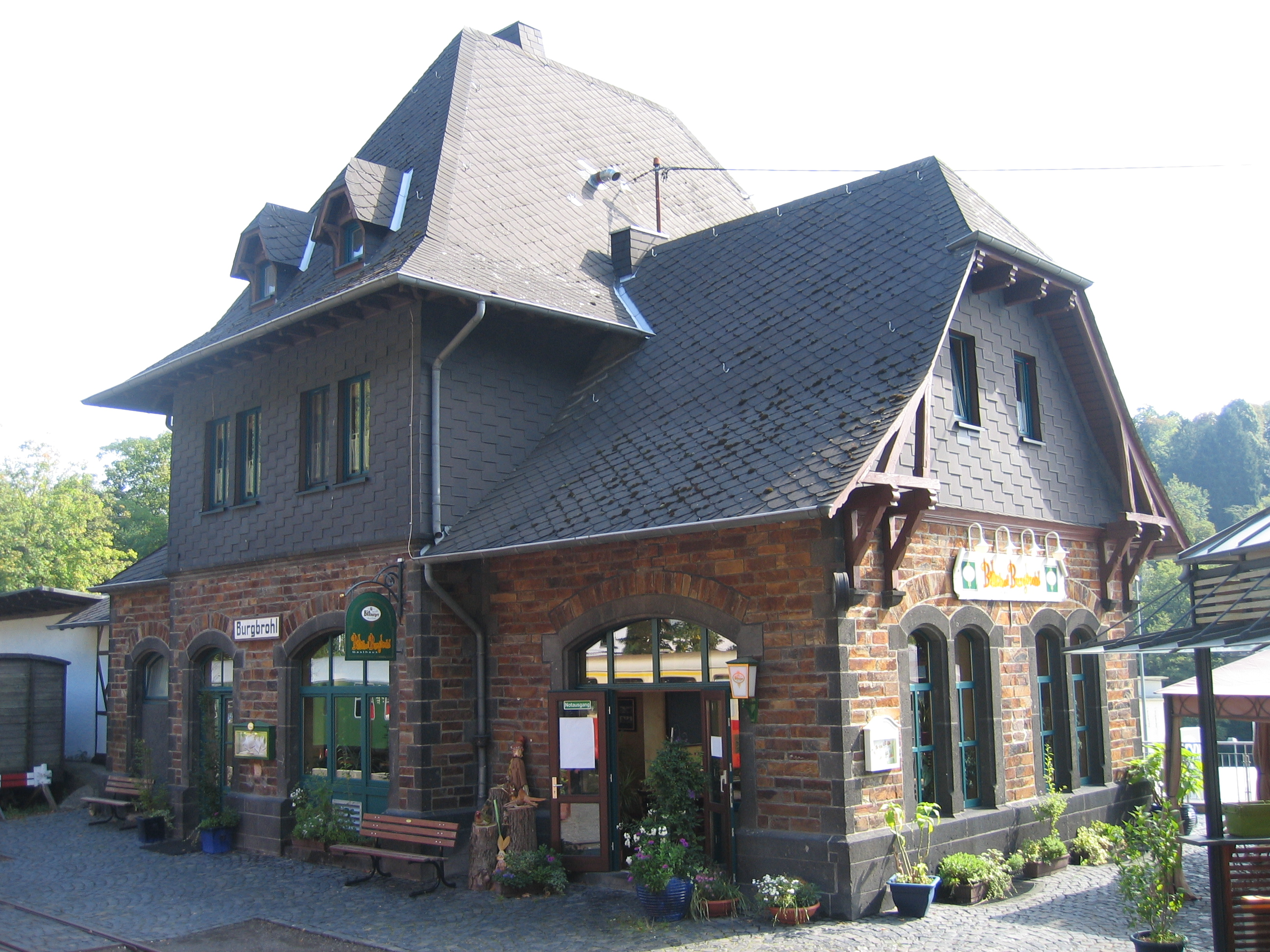
Empfangsgebäude des Bahnhofs Burgbrohl der Brohltalbahn

Seit dem 19. und 20. Jahrhundert ist die Entwicklung des Ortes sehr eng mit der Gründung der verschiedensten Industriebetriebe verbunden. Grundlage für alle Industriezweige waren bis in das 20. Jahrhundert die Bodenschätze, die wiederum zum größten Teil ihren Ursprung in der vergangenen und noch andauernden vulkanischen Tätigkeit haben. Der Trassabbau wurde erst wieder im 17. Jahrhundert aufgenommen und zwar auf Initiative der Holländer, die diesen wertvollen Rohstoff für ihre Wasserbauten wiederentdeckten. Sie installierten im Brohltal die ersten Trassmühlen. Mitte des 18. Jahrhunderts waren in den Gruben des Brohltal über 300 Arbeiter beschäftigt. In dieser Zeit wurden auch die Basaltbrüche im Weyerbusch und in der Mauerlay eröffnet.
Eine neue Größenordnung erreichten die wirtschaftlichen Aktivitäten durch die Aufnahme der Produktion von Farben mit Hilfe der Kohlensäure einer neuerrichteten Fabrik durch die Firma Gebrüder Rhodius. Ende des 19. Jahrhunderts gab es hektische Anstrengungen im Brohltal, um in den Besitz von Kohlesäurequellen zu gelangen. Heute wird besonders durch die Firma Air Liquide die Kohlensäure der Burgbrohler Quelle zur Herstellung reiner Kohlensäure in trockener Form gewonnen. In den letzten Jahrzehnten hat die Firma Gebrüder Rhodius neben der Erzeugung von Trennscheiben die Herstellung von Getränken aufgenommen. Aus der Lage in einer der quell- und kohlensäurereichsten Gegenden resultierte auch das Vorhandensein von anderen Industriezweigen in diesem Bereich: Ein weiterer Großarbeitgeber ist die Heuft Systemtechnik GmbH, die seit 1979 Kontrollgeräte (z. B. Leerflascheninspektoren und Etikettiermaschinen) besonders für die Getränkeindustrie von Burgbrohl aus weltweit vertreibt.

### Vereine
Freiwillige Feuerwehr Burgbrohl
Die Freiwillige Feuerwehr Burgbrohl wurde im Jahr 1898 gegründet. Heute ist die Freiwillige Feuerwehr Burgbrohl als Stützpunktfeuerwehr mit fünf Fahrzeugen ausgerüstet. Der Landkreis Ahrweiler hat eine Teileinheit des Gefahrstoffzuges Ahrweiler in Burgbrohl stationiert. Derzeit kommt die Feuerwehr mit ihren 50 aktiven Mitgliedern etwa 30 Mal pro Jahr zum Einsatz.
Turn und Sportverein Niederoberweiler e. V.
Der TuS-NOW e. V. ist ein seit dem Jahre 1908 bestehender Sportverein in der Ortschaft und somit ein fester Bestandteil in der Region.
Sportvereinigung 04/13 Burgbrohl e. V.
Die SpVgg Burgbrohl schloss sich 1934 aus dem 1904 gegründeten Turnverein und der 1913 gegründeten Fußballvereinigung zusammen.
Tanzgruppe Lützinck
Die Tanzgruppe Lützinck wurde im Februar 1971 gegründet. Größte Erfolge waren Qualifikation für die Deutschen Meisterschaften in den 1980er Jahren sowie der vierte Platz bei den Europameisterschaften 1982 in Genk.

## Söhne und Töchter der Gemeinde
- Johann Jakob Ewich (1788–1863), Burgherr zu Burgbrohl und Lehrer
- Karl Otto Jakob Ewich (1814–1894), Arzt
- Felix Genn (* 1950), Bischof von Münster